# Acquedotto medievale della Fontana Maggiore
L'acquedotto medievale della Fontana Maggiore è un acquedotto di epoca medievale situato nella città di Perugia.
L'acquedotto, lungo più di 4 chilometri, fu costruito per portare l'acqua alla Fontana Maggiore.
Storicamente meno messo in risalto rispetto alla fontana e considerato come il suo parente povero, fu tuttavia un'opera di grandissima importanza storica e di straordinaria arditezza per l'epoca.
In tutta Europa vi erano le vestigia degli acquedotti romani, ma essendo dismessi e in rovina, bisognava recuperare le conoscenze delle tecniche idrostatiche greche-etrusche-romane, divenute segrete e dimenticate. La soluzione fu un ardito sistema di vasi comunicanti collegati con una lunga tubatura in piombo sotto pressione. Senza l'ausilio di pompe, ma funzionando per il principio della gravità, si riuscì ad imprimere all'acqua il moto inverso; nel 1960 Uguccione Ranieri di Sorbello scriveva "..dappertutto in Italia si parlava di questa straordinaria città dove l'acqua va in salita." I materiali utilizzati,  oltre al piombo per la conduttura, furono blocchi di pietra calcarea ed arenaria, disposti su filari; la pavimentazione del condotto è di materiale porfido con muretti in mattoni e copertina in travertino.
I lavori per la costruzione dell'acquedotto iniziarono nel 1254, dopo varie interruzione della durata di vent'anni, ripresero nel 1277 e si conclusero nel 1280 quando l'acqua zampillò per la prima volta dalla Fontana Maggiore.

## Motivazione della costruzione
Nonostante Perugia fosse ricca di acqua, come testimoniano centinaia di pozzi posti sotto ad ogni palazzo antico (famosi due di epoca etrusca: il pozzo Sorbello di Piazza Piccinino, e un altro in via Caporali), le terme romane con il Mosaico di Orfeo e la sorgente della fonte dei tintori, nella seconda metà del 1200 il Comune di Perugia fu indotto a cercare altri approvvigionamenti idrici fuori della città, per il forte incremento demografico avuto nel 1200 e per la grave siccità intercorsa dal 1200 al 1250, di cui si ha testimonianza.
La grande opera, oltre che per la necessità di approvvigionamento, fu anche una “operazione di immagine” eseguita per ostentazione di potere della emergente classe mercantile. Nella seconda metà del 1200 ci fu un rivolgimento politico, il governo passò dal ceto nobiliare al ceto popolare. Questa ascesa coincise anche con la ristrutturazione urbanistica,  voluta dal nuovo governo, alla quale ha dato un grande contributo Fra Bevignate, definito nell'iscrizione della Fontana Maggiore "padre della città". Le magistrature del libero Comune decisero di far diventare Perugia una delle capitali dell'Italia centrale; questo rinnovamento viene descritto da Luigi Bonazzi: Perugia "fece più cose che non si fecero altrove in più secoli, compiendole tutte con prontezza e operosità meravigliose.....deputò officiali al mantenimento e alla nettezza delle pubbliche vie...." furono abbattute le case fatiscenti, venne concepita la platea magna, che venne coronata poi dalla bella fontana, punto terminale dell'acquedotto.
L'acqua, che fino ad allora era collocata nei cortili privati dei palazzi, divenne bene comune. La costruzione di queste due opere pubbliche fu quindi un'operazione di magnificenza e magnanimità al contempo.

## Fasi costruttive
Nel 1250 il Comune affidò al monaco Plenario la ricerca dell'acqua; in epoca medievale i monaci erano gli unici depositari delle conoscenze idrauliche antiche. Plenario individuò il monte Pacciano come riserva di acqua e riferì che vi era acqua a sufficienza, tanto da convincere il Comune a investire risorse per la grande opera.
Nel 1254 il Comune, dopo aver individuato i finanziamenti, su progetto di Fra Plenario stipulò il contratto con “un tal Mastro Ambrogio che ebbe l'incarico di allacciare le vene di Montepacciano, a tre miglia distanti dalla città, profittando di ogni altra scaturiggine che nell'alpestre sito si rinvenisse;e per condurre quest'acque un Buonomo di Filippo da Orte ebbe quello più grave di forar monti, innalzare archi e costruire cisterne.
Nel 1255, su progetto di Fra Plenario, venne eseguito lo scavo di una galleria drenante che attraversava le tre colline del versante sud del monte Pacciano, chiamata "vena maestra della Barigiana”  (ancora in buona parte praticabile). La tecnica individuata riprendeva quella praticata dagli Etruschi in città: il drenaggio, l'acqua viene convogliata a livello ipogeo nelle tre gallerie filtranti con funzione di captazione, raccolta e trasporto, con lunghezza complessiva di 560 metri. La galleria si compone di tre gallerie, scavate nella roccia, con altezza tra i 1 e 2 metri e una larghezza tra 50 e 130 centimetri; di due cunicoli scavati e poi coperti rivestiti in cotto e di un canale discendente verso il conservone delle vene. La galleria è intercettata da 4 pozzi, il più alto misura 26 metri.
Successivamente i lavori furono interrotti più volte per vari motivi, tra cui la ripresa del funzionamento dei pozzi cittadini, ritornarono le piogge, si innalzarono le falde acquifere, oppure pesarono i problemi economici.
Nel 1266 ripresero i lavori e furono affidati a Frate Leonardo, e poi a Frate Alberto.
Nel 1276 finalmente furono affidati alla persona che portò a compimento l'opera, al monaco silvestrio (ramo benedettino) Fra Bevignate, affiancato dall'ingegnere idraulico Buoninsegna da Venezia.
Nel 1277 fu scavata un'altra galleria sul versante nord del monte Pacciano, chiamato “il Faggeto”. Questa opera di canalizzazione implicò lo scavo di cunicoli per una lunghezza di oltre 500 metri, e la sua acqua confluì insieme alla vena maestra della Marigiana nel conservone di raccolta detto “Conserva delle vene” .
Contemporaneamente, con le maestranze di mastro Guido da Castello, in cima al monte fu costruito un altro grande serbatoio della capacità di 6000 metri cubi, chiamato “Conservone vecchio”, per la raccolta delle acque piovane, da utilizzare sia per addolcire l'acqua troppo calcarea, sia per la disponibilità nei periodi di magra. Questa grande cisterna del 1277 funziona ancora come serbatoio idrico cittadino, alimentato da pompe con acqua proveniente dai moderni acquedotti.
Nel 1277 si ordinarono 1000 tubi di piombo per il tratto fino alla chiesa di S. Orfeto e si affidò la supervisione al maestro Boninsegna da Venezia che stava costruendo ad Orvieto un altro acquedotto.
Nel 1277 furono completati gli arconi e i cuniculi.

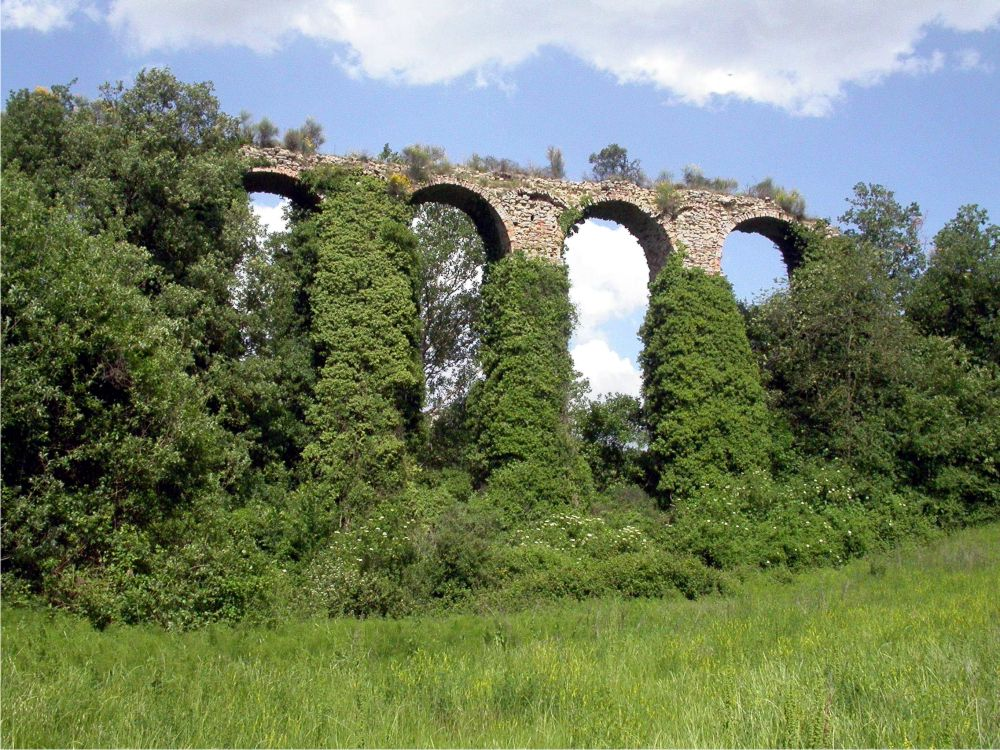
N 6 archi del Fosso dello Spinello, coperti dalla vegetazione

## Primo percorso dell'acquedotto medievale
Il tracciato del primo acquedotto transitava per S. Orfeto, San Marco, poi risaliva per Monte Grillo, Ponte d'Oddi, Monastero di S. Caterina vecchia,  Monastero di Monte Ripido, poi attraversava sotto le mura medievali confluendo nella grande cisterna del Monastero S. Agnese (Corso Garibaldi), scendeva poi nella valle della conca attraverso le 10 campate della odierna via dell'acquedotto. Da qui si prosegue per l'ultimo tratto all'aperto, in via Appia con  l'acqua che poi, per il principio dei vasi comunicanti (essendo il punto di arrivo più basso del punto di partenza) risaliva nell'ultimo tratto sotterraneo che confluisce alla fontana. Ovviamente per poter applicare il principio dei vasi comunicanti, che comporta un fluido in pressione, il tratto di Via Appia non poteva essere a "cielo aperto", come appare oggigiorno. Per entrare nella città, circondata dalle spesse mura etrusche,  la tubatura venne fatta passare all'interno di un cunicolo che inizia dalla porta etrusca minore chiamata “Postierla della Conca" in via Appia. Il tracciato esisteva fin dall'epoca etrusca, come via pedonale o come fognatura. Il cunicolo medievale costruito su questo tracciato è ancora praticabile solo fino all'area archeologica della Cattedrale.
Nel 1278 fu costruita la fontana maggiore e terminò la costruzione acquedotto. L'acqua zampillò la prima volta il 13 febbraio 1280.
L'acqua poi proseguiva da un fontanile poco più in basso nella piazza del mercato (Sopramuro odierna piazza Matteotti, scendeva poi a S. Ercolano e al Crocevia di Corso Cavour fino ad esaurirsi nel Fosso di S. Margherita.
Nel 1293 cessò l'afflusso di acqua per la rottura di tubi, proprio durante l'imminente l'arrivo del Papa Bonifacio XVIII. Per non far brutta figura si ordinò il trasporto di acqua piovana a schiena di asino. (Per ironia della storia un episodio analogo si ripeté durante la visita di Benito Mussolini per l'inaugurazione del nuovo acquedotto di Villa Scirca, il 24 agosto 1932, non essendo ultimata l'opera - raccontano alcuni testimoni del tempo -  che il Podestà Giovanni Buitoni ordinò al Fontaniere di far pompare a pedali l'acqua da alcuni operai, nascosti dentro la fontana).
Nel 1309 l'acquedotto è in rovina, oltre che per problemi funzionali e incrostazioni di calcare, a causa dei numerosi furti delle tubature di piombo e di acqua a scopo irriguo.

## Secondo percorso dell'acquedotto medievale
Nel 1317 il consiglio generale incaricò Frate Vincenzo di progettare il ripristino dell'acquedotto. Effettuate tutte le ricognizioni il monaco propose l'abbandono del primo acquedotto, per sostituirlo con un altro più corto di 700 m, ma più ripido, che si rilevò poi troppo ardito, con un dislivello di 150 metri su 1400 di percorso ed una successiva risalita di circa 140 m su 1800 di percorso. Conseguentemente la pressione dei tubi divenne il doppio del primo tracciato, tanto che fu necessaria la fusione dei tubi per farne dei nuovi più spessi di due cm, installati nei punti più depressi.
In 5 anni nel 1322 tornò l'acqua alla fontana, come indica la targa nel bacino superiore. Invece di passare per S. Orfeto e San Marco, si scelse la valle del Rio nel fosso dello Spinello, passando poi per Pontedoddi. Da qui la conduttura riprende il percorso cittadino di prima, passando per Monteripido, via del Fagiano e a cielo aperto in via dell'Acquedotto. Un carico di pressione eccessivo per le tubature di allora, tanto che si susseguirono interruzioni e numerosi interventi manutentivi, nel 1561 è menzionato il ripristino di Vincenzo Danti, e nel 1760 di Ruggero Giuseppe Boscovich.
Le ricerche storiche hanno rilevato la tenacia e la mole di investimento della municipalità, non solo nella fase costruttiva, ma anche nel corso dei secoli, superando innumerevoli difficoltà per mantenere attiva questa grande opera. Nonostante il grande investimento per 5 secoli la funzionalità dell'acquedotto non è stata efficiente, a causa dei problemi funzionali, manutentivi, danneggiamenti, e sabotaggi durante le lotte intestine, tanto che l'acquedotto fu dismesso. Nel 1827 fu sostituito con uno nuovo con la direzione dell'ingegnere comunale Giovanni Cerrini, con le acque dell'Appennino di Nocera dirette sempre al serbatoio di Monteripido. Il nuovo acquedotto fu realizzato con tubi di ghisa ripristinando il primo tracciato del 1280 con partenza dal nuovo serbatoio.

## Cause della dismissione
La dismissione dell'acquedotto non fu dovuta solo a continui problemi funzionali e manutentivi, quali il calcare che incrostava le tubature, difetti congeniti di ordine tecnico come l'utilizzo per gli archi di pietre sensibili al gelo, malte scadenti, e soprattutto la pressione, che nel secondo acquedotto era eccessiva. Un altro fattore incise nei secoli sulla funzionalità dell'acquedotto: il rapporto conflittuale tra la città e il contado . Gli abitanti del contado nonostante che avessero partecipato alla costruzione, non trassero alcun beneficio dalla grande opera, ma solo fastidi, perché l'acquedotto, oltre a costituire ostacoli ai lavori agricoli, imponeva l'obbligo di mantenere le distanze, pertanto gli abitanti del contado reagirono furtivamente; scoprirono che la conduttura era una miniera di materia prima (piombo) duttile e costosa, e l'acqua preziosa per l'agricoltura. A questi furti vanno aggiunti i sabotaggi ad opera dei Sanfedisti del 1799. Altre cause potrebbero essere la scarsa applicazione delle tecniche etrusco-greco-romane, o più verosimilmente la realizzazione dei progetti, ad opera delle ditte appaltatrici, fatta non a regola d'arte. Con il senno dei posteri, l'ingegnere Giovanni Cerrini, autore dell'acquedotto ottocentesco, giudicò la pendenza del secondo acquedotto medievale troppo ardita, per cui la pressione si è rilevata troppo forte.

## Ciò che resta oggi dell'acquedotto medievale
a livello ipogeo
1) Il cunicolo della vena maestra della Merignana del 1255, (tuttora abbastanza praticabile) che portava l'acqua alla conserva delle vene di cui rimangono solo i ruderi esterni.
2) Due cunicoli del Faggeto.
3) Fontanella della Barigiana coperta a Ninfeo ubicata nei pressi della prima lumiera del cunicolo della Barigiana, coperta dalle concrezioni calcaree e in degrado.
4) il "Conservone vecchio" del 1277 , un grande edificio ipogeo paragonabile ad una cattedrale subacquea, con volte a botte sorrette da pilastri. Come già detto fu costruito inizialmente per raccogliere le acque piovane per i periodi di magra e per addolcire l'acqua della vena maestra della Marigiana troppo calcarea. Attualmente utilizzato come serbatoio idrico cittadino, alimentato da pompe, con acqua proveniente dai moderni acquedotti. Per la loro custodia sorse un piccolo eremo ampliato e modificato nei secoli XVII e XVIII, di cui resta un affresco raffigurante una crocifissione,  il cui stile fa supporre una datazione del XVIII secolo , ma potrebbe essere un rifacimento di un dipinto più antico. L'edificio è stato adattato a casa colonica abitata dal custode fino al XXI secolo. Nel 2008 la struttura è stata adibita a museo delle acque (temporaneamente chiuso) che ripercorreva la storia e i due tracciati dell'acquedotto, mentre dal 2022 è diventata la sede della sezione CAI. L'area è circondata da un rigoglioso bosco di lecci pini e querce che formano una esedra intorno al prato pianeggiante che ricopre la cisterna, da cui spuntano sei cilindri in muratura aventi la funzione di aerazione del sottostante conservone.
5) Il cunicolo nel centro cittadino della postierla della conca, praticabile da via Appia fin sotto la cattedrale.
La Postierla della Conca datata intorno a III-II sec. a.C., è una delle porte minori della cinta muraria etrusca, usata per il traffico pedonale; è rivolta a nord, non lontana dall'arco etrusco. È ubicata all'interno di un cunicolo medievale, a circa 23 metri dall'imboccatura. La veduta esterna della porta non è visibile, a causa dei vari interventi successivi, mentre all'interno è apprezzabile l'arco costituito da nove cunei in travertino. La porta, divenuta nel tempo inutilizzata per il transito pedonale a causa dell'innalzamento del piano stradale, venne recuperata per il passaggio della conduttura medievale intorno al 1275-1277.
a cielo aperto  :
1)  La costruzione esterna della "Conserva delle vene" raggiungibile tramite un sentiero segnalato che si raggiunge dal (ex) Museo delle Acque ovvero dal Conservone vecchio.
2) Un pilone che sorreggeva un'arcata, ubicato nella strada che da San Marco discende al cimitero appartenuto al primo acquedotto.
3) Basamenti di piloni in area privata nella strada che dai conservoni va in direzione San Marino-Montelaguardia.
4) N. 6 altissime arcate dette di "Monte Spinello" ricostruite nel 1553, e restaurate nel corso dei secoli, ormai coperte dai rampicanti, ubicate nel fosso del Rio (un tempo denominato fosso della Fornace), appartenute al secondo tracciato dell'acquedotto. Se non si interviene al loro recupero, il ricordo sarà affidato solo alle fonti scritte, alla documentazione fotografica, alla toponomastica e all'iscrizione della fontana maggiore, per questo è stato definito il suo parente povero.
5) Un pilone e 3 arcate di Ponte d'Oddi, anche queste in stato di abbandono a rischio crollo. Inoltre sono nascoste alla vista da un terrapieno.
6) Le ultime arcate nel Centro storico, appartenute ad ambedue i tracciati; costituiscono la via dell'acquedotto sopra a via Appia. Durante la prima metà del XIX secolo, questo ultimo tratto che arriva in città prima del passaggio sotterraneo sotto la cattedrale, fu trasformato in un caratteristico percorso pedonale sopraelevato, per collegare più agevolmente il borgo di Porta S. Angelo al centro storico. È un percorso stretto costituito da un ponte sorretto da una decina di campate con arconi a tutto sesto, al quale è stato aggiunto il parapetto. Addossato ad esso nel XIX secolo sorsero piccole abitazioni che aprirono gli ingressi anche alla quota superiore, non alterando la monumentale opera, ma rendendo il percorso pedonale una delle più caratteristiche vie di Perugia. Per il restauro di questo ultimo tratto, nel 2016 è stata indetta la raccolta di fondi con il progetto Art bonus .
7) L'iscrizione intorno alla fontana Maggiore, con la datazione, e la citazione dell'acquedotto e dei costruttori che hanno portato a termine l'opera:- Fra Bevignate e Boninsegna da Venezia.
Per capire il senso della grande opera ricongiunta al suo terminale è bene rileggere l'iscrizione in versi tradotti dal latino medievale, la cui datazione è testimoniata dal pontificato di Niccolò III  e dall'Impero di Rodolfo I d'Asburgo:
Guarda tu che passi questa fontana dal lieto mormorio, se osservi bene ne puoi vedere le meraviglie, o S. Ercolano, o S. Lorenzo, grazie alla V/s preghiera, ne conservi l'acqua Colui che siede sopra gli astri. Ti siano a cuore e il lago e i domini chiusini (dai quali proveniva nutrimento: pesci e grano), ti sia-rallegrante-padre, città di Perugia, il buon Fra Bevignate incline ad ogni scienza. Questi ha ordito l'opera, ne ha diretto lui tutta la fabbrica; costui è da lodare egli è il ben detto: che quest'opera ha congegnato e condotto finalmente a termine. Nomi dei valenti scultori della fontana sono questi: il già famoso Nicola apprezzato per ogni sua opera. Degli eccellenti scultori è il fiore più ricercato, e se non vuoi cancellare la fama di' che ha nome Giovanni. È genitore il primo, di lui figlio carissimo l'altro: pisani di nascita, vivano a lungo in salute conosciamo il conduttore delle acque, ingegno chiaro che è noto con il nome bene augurante di Buoninsegna. Costui ha portato a termine l'opera, eseguendo tutte le condutture nato a Venezia, lui dai perugini acquisito. La fontana è compiuta nell'anno mille duecento, cui aggiungerai sessanta e otto. Fu papa in quel tempo Nicolò III; Rodolfo Magno era imperatore.